# William Wallace Campbell
William Wallace Campbell (n. 11 aprilie 1862, Ohio, SUA – d. 14 iunie 1938, California, SUA) a fost un astronom american specializat în spectroscopie.
A fost unul dintre pionierii spectroscopiei astronomice și a întocmit un catalog privind vitezele radiale ale stelelor.
În 1903 a primit Premiul Lalande din partea Academiei Franceze de Științe.
În 1918 a devenit membru străin al Royal Society, din partea căreia în 1906 a primit "Medalia de Aur a Royal Astronomical Society".
În 1915 a primit Medalia Bruce.
Un crater de pe Lună, unul de pe Marte și un asteroid îi poartă numele.